# ナンシー (映画)
『ナンシー』(原題：Nancy)は2018年に公開されたアメリカ合衆国のミステリ映画である。監督はクリスティーナ・チョー、主演はアンドレア・ライズボローが務めた。

## 概略
ナンシー・フリーマンは人付き合いを苦手としていたが、別人になりすますことで何とか他者との関係を築いていた。そんなある日、ナンシーの目に30年前に行方不明になった娘を探し続ける老夫婦の姿が飛び込んできた。娘の写真を見た瞬間、ナンシーは驚愕した。と言うのも、老夫婦の娘の風貌と幼少期の自分のそれが瓜二つだったのである。ナンシーはすぐさま老夫婦の元に向かい、「30年前に行方をくらませた娘さんはもしかすると自分かもしれません」と名乗り出た。老夫婦は「そんな都合良く見つかるわけはない」と半信半疑だったが、徐々にナンシーと心を通わせていくのだった。
しかし、そんな心温まる日々は長く続かなかった。

## キャスト
- アンドレア・ライズボロー - ナンシー・フリーマン
- スティーヴ・ブシェミ - レオ・リンチ
- アン・ダウド - ベティ・フリーマン
- ジョン・レグイザモ - ジェブ
- J・スミス・キャメロン - エレン・リンチ

## 製作
2017年2月6日、本作の主要キャストが発表された。2018年7月6日、ナウエヴァー・レコーズが本作のサウンドトラックを発売した。

## 公開・興行収入
2018年1月10日、本作の劇中写真が初めて公開された。20日、本作はサンダンス映画祭でプレミア上映された。2月19日、サミュエル・ゴールドウィン・フィルムズが本作の全米配給権を獲得したとの報道があった。5月2日、本作のオフィシャル・トレイラーが公開された。6月8日、本作は全米3館で限定公開され、公開初週末に1万5056ドル（1館当たり5018ドル）を稼ぎ出し、週末興行収入ランキング初登場51位となった。

## 評価
本作は批評家から好意的に評価されている。映画批評集積サイトのRotten Tomatoesには58件のレビューがあり、批評家支持率は84%、平均点は10点満点で7.04点となっている。サイト側による批評家の見解の要約は「『ナンシー』は気分良く鑑賞できる作品ではない。しかし、アンドレア・ライズボローの名演技とクリスティーナ・チョー監督の主人公―危険を知りながらも、誤った選択をしてしまった―に対する共感のお陰で、鑑賞する価値のある作品に仕上がっている。」となっている。また、Metacriticには17件のレビューがあり、加重平均値は67/100となっている。